# Захзельн
Захзельн (нім. Sachseln) — громада  в Швейцарії в кантоні Обвальден.

## Географія
Громада розташована на відстані близько 65 км на схід від Берна, 4 км на південь від Зарнена.
Захзельн має площу 53,9 км², з яких на 3,6% дозволяється будівництво (житлове та будівництво доріг), 44,2% використовуються в сільськогосподарських цілях, 41% зайнято лісами, 11,1% не є продуктивними (річки, льодовики або гори).

## Демографія
2019 року в громаді мешкало 5170 осіб (+6,6% порівняно з 2010 роком), іноземців було 13%. Густота населення становила 96 осіб/км².
За віковим діапазоном населення розподілялося таким чином: 21% — особи молодші 20 років, 59,7% — особи у віці 20—64 років, 19,3% — особи у віці 65 років та старші. Було 2135 помешкань (у середньому 2,4 особи в помешканні).
Із загальної кількості 3257 працюючих 202 було зайнятих в первинному секторі, 2010 — в обробній промисловості, 1045 — в галузі послуг.